# Piovera
Piovera era una localidad y comune italiana de la provincia de Alessandria, región de Piamonte, con 789 habitantes en 2009. El 1 de enero de 2018 se fusionó con Alluvioni Cambiò para formar la nueva comune de Alluvioni Piovera.

## Evolución demográfica
| Gráfica de evolución demográfica de Piovera entre 1861 y 2001 |
|                                                               |
| Fuente ISTAT - elaboración gráfica de Wikipedia               |